# Oe (Võru)
Oe – wieś w Estonii, w prowincji Võru, w gminie Antsla.